# RPM 패키지 매니저
RPM 패키지 매니저(RPM Package Manager←Red Hat Package Manager)는 원래 레드햇에서 사용되었던 패키지 파일이었지만 현재는 많은 RPM 기반 배포판이 사용되고 있다. 이는 두 가지를 말하는데, 하나는 RPM 패키지 그 자체와 또 하나는 RPM 패키지를 관리하기 위한 도구이다. RPM을 사용하면 각종 소프트웨어의 설치 및 업데이트를 굉장히 편리하게 할 수 있다.
RPM은 Linux Standard Base의 표준 패키지 포맷 중 하나이다.
원래 레드햇 리눅스를 위한 것이었지만 많은 리눅스 배포판 및 노벨 넷웨어 (6.5 SP3 이후), IBM AIX 5 등으로 이식되었다.
현재의 이름 "RPM"은 재귀 약자의 일종이다.

## 같이 보기
- 레드햇 리눅스
- 페도라
- CentOS